# 東部弧形山脈

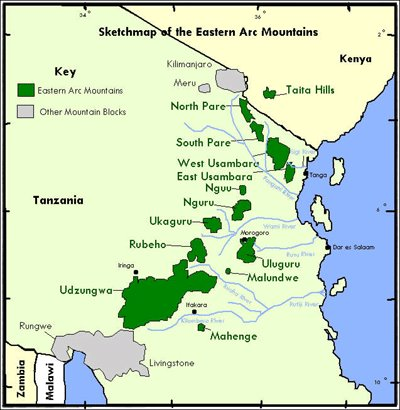

東部弧形山脈是東非的山脈，位於東非大裂谷，橫跨肯亞和坦桑尼亞，該山脈在3千萬年前形成，森林覆蓋約5,500平方公里，砍伐森林在過去100年發生。

## 外部連結
- Eastern Arc Mountains Conservation Endowment Fund （页面存档备份，存于）
- . 陸地生態區. 世界野生動物基金會.